# Дин, Уильям Фриш
Уильям Фриш Дин (англ. William Frishe Dean) — американский генерал, участник Второй мировой и Корейской войн. Единственный генерал вооружённых сил США, попавший в плен к противнику после 1945 года.

## Военная карьера
Уильям Дин родился 1 августа 1899 года в Карлайле (штат Иллинойс). Учился в университете в Беркли, который окончил в 1922 году. Находился на воинской службе с 1921 года, когда стал вторым лейтенантом в Национальной гвардии Калифорнии. В регулярную армию перешёл в 1923 году.
Дин принял участие во Второй мировой войне. В 1943 году он получил звание генерал-майора, служил помощником командира дивизии, а затем и командиром 44-й пехотной дивизии в Европе. Во время боёв на юге Германии и в Австрии его дивизия взяла в плен 30 тысяч немецких солдат, а он сам был награждён крестом «За выдающиеся заслуги», второй по значимости наградой Армии США.
В октябре 1947 года Дин был назначен военным губернатором Южной Кореи. В следующем году он принял командование 7-й пехотной дивизией, перебрасывавшейся из Кореи в Японию. Затем он успел послужить начальником штаба 8-й армии, пока не был назначен командиром 24-й пехотной дивизии. На этом посту он и находился, когда в июне 1950 года началась война в Корее.

## Корейская война

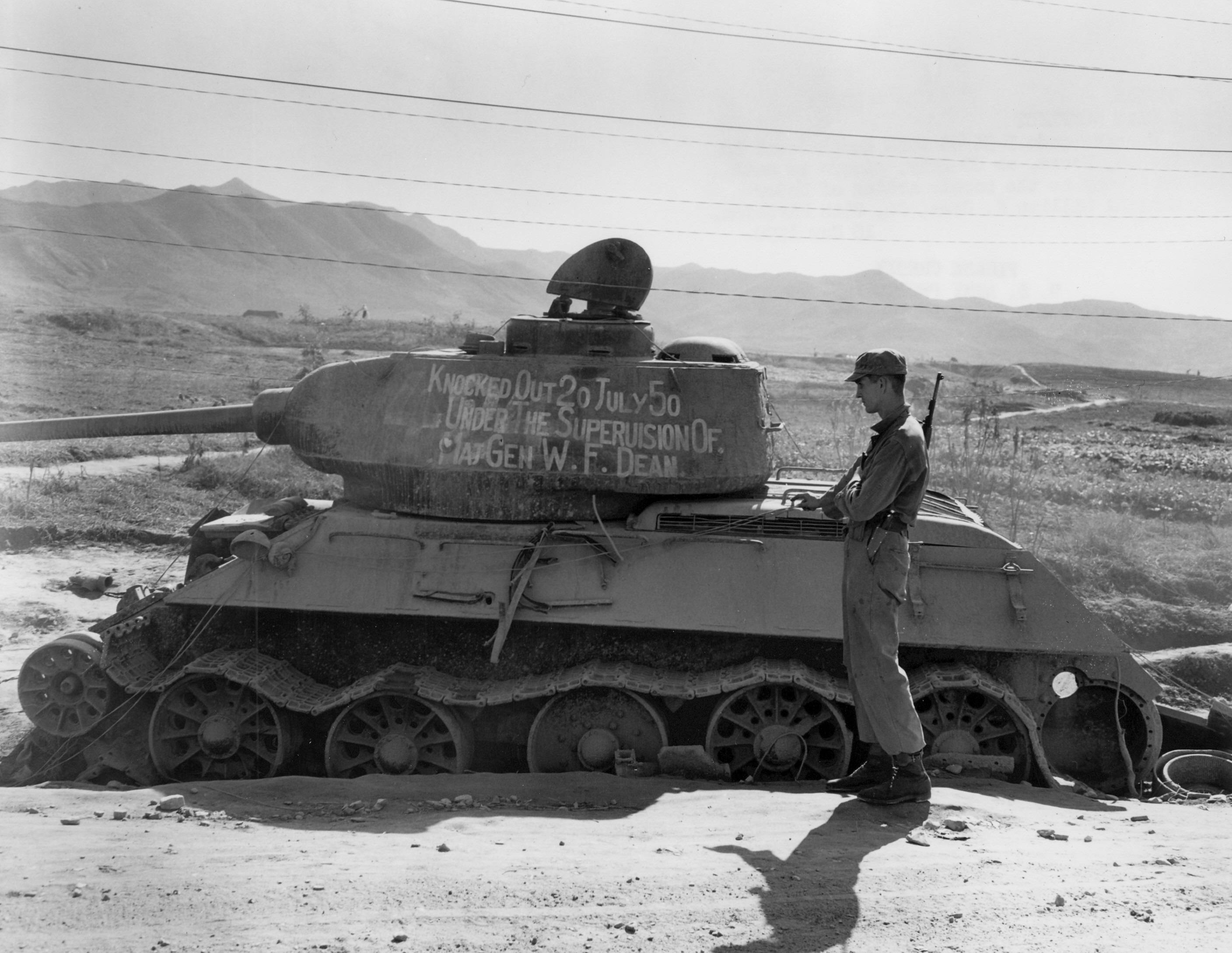
Один из северокорейских Т-34, уничтоженных солдатами Дина при Тэджоне

24-я пехотная дивизия была первой американской дивизией, переброшенной в Корею после начала боевых действий. Генерал Дин вернулся в Корею 3 июля 1950 года и разместил свой штаб в Тэджоне. Американская армия была не готова к войне; пока шла переброска других подразделений, 24-й дивизии предстояло задержать наступающую северокорейскую армию в центральной части Южной Кореи. Силы США столкнулись с неожиданно сильным противником, превосходившим их в численности и вооружении. На протяжении двух недель 24-я дивизия проигрывала один бой за другим, неся потери и постепенно отступая к Тэджону. Генерал Дин собирался оставить город, но получил приказ генерала Уолтона Уокера, командующего 8-й армией, удерживать Тэджон.
Главной ударной силой северокорейских сил на первом этапе войны были танки Т-34, сведённые в 105-ю танковую дивизию. У сил США на театре военных действий в этот момент имелось лишь очень небольшое число лёгких танков M24, совершенно непригодных для танковых боёв против Т-34. Генерал Дин возглавил противотанковые группы, охотившиеся за Т-34 на подступах к Тэджону. При этом он лично подбил один танк ручной гранатой. Однако остановить вражеские танки не удалось, так как гранаты американских гранатомётов базука отскакивали от брони Т-34. Утром 20 июля северокорейские войска пошли на штурм Тэджона, и к вечеру город пал. 24-я пехотная дивизия понесла за две недели сдерживающих боёв тяжёлые потери и не сумела остановить превосходящего противника; при хаотичном отступлении из Тэджона генерал Дин оказался отрезан от своих войск и попал в списки пропавших без вести.
Около месяца генерал скрывался в лесах, перемещаясь по ночам и отдыхая днём. Северокорейцы всё же обнаружили его 25 августа и захватили в плен. Таким образом, Уильям Дин стал единственным генералом вооружённых сил США, попавшим в плен после 1945 года. Более года о его судьбе не было никакой информации. За оборону Тэджона он был удостоен высшей воинской награды США — Медали Почёта, которую президент Трумэн вручил его жене Милдред в январе 1951 года. Лишь в декабре стало известно, что Дин жив и находится в плену — интервью у него взял журналист Уилфред Бэрчетт, которому благодаря его «левым» взглядам северокорейское руководство позволило общаться с пленными. Находясь в плену, Дин однажды попытался совершить самоубийство — как он сказал, из страха, что сломается в случае пыток.

## После плена
Генерал Дин был освобождён 4 сентября 1953 года во время общего обмена пленными после завершения Корейской войны. В США его приняли как героя. Он был назначен заместителем командира 6-й армии, но уже недолго оставался на военной службе, уйдя в отставку в октябре 1955 года.
По поводу своей Медали Почёта он сказал: «В Корее были герои, но я не был одним из них. Там были замечательные командиры, но я был генералом, попавшим в плен, потому что свернул не на ту дорогу». По его словам, себе как командиру он не вручил бы и деревянной звезды. По-настоящему он гордился не Медалью Почёта, а значком боевого пехотинца, выдаваемым военнослужащим, непосредственно участвовавшим в боевых действиях.
Генерал-майор Уильям Дин скончался 25 августа 1981 года, ровно тридцать один год спустя после своего пленения. Он был похоронен в Сан-Франциско рядом со своей женой.